# Eleonore Grabmair
Eleonore ("Lo") Grabmair (* 30. Juni 1960 in Geisenfeld) ist eine ehemalige deutsche Politikerin (CSU/parteilos). Dem Bayerischen Landtag gehörte sie von 1987 bis 1990, von 1991 bis 1998 und von 2002 bis 2003 an.

## Schule und Beruf
Nach Wirtschaftsaufbauschule und Fachoberschule in Ingolstadt wurde Grabmaier Angestellte.

## Politik
Von 1976 bis 1998 war sie Mitglied der CSU. Dem Bayerischen Landtag gehörte sie zunächst von 1987 bis 1990 als bis dahin jüngste Abgeordnete und Nachrückerin für Peter Schmidhuber an und zeichnet sich durch intensiven Arbeitseinsatz aus. Von 1990 bis 1998 war sie Kreisrätin in Pfaffenhofen an der Ilm. Bei der Landtagswahl 1990 musste sie auf ihren eigentlich sicheren Listenplatz zugunsten von Monika Hohlmeier verzichten, rückte aber bereits im Jahr darauf für Gerold Tandler ins Parlament nach. 1994 wurde sie wiedergewählt. 1998 verpasste sie den Einzug ins Parlament, rückte aber inzwischen parteilos 2002 nochmals für ein Jahr nach. Grabmair war im April 2002 aus der CSU ausgetreten.

## Tierschutz
1992 wurde sie Präsidentin des damals traditionell zerstrittenen „Münchner Tierschutzvereins“, den sie nach internen Konflikten verließ, um 1998 Vorsitzende der neugegründeten „Tierschutzunion in Bayern“ zu werden.

## Privates
Grabmair ist mit dem früheren BR-Fernsehchef Gerhard Fuchs verheiratet und lebt in München-Giesing.